# 钦州市第一中学
广西钦州市第一中学，简称钦州市第一中学、钦州一中，是位于广西壮族自治区钦州市的一所中学，成立于1890年，前身是绥丰书院，校址位于镇龙楼，该楼由晚清抗法名将冯子材倡建而成。学校设有初、高中两个校区，初中部位于原校址钦州市钦南区镇龙楼（龙岗校区），高中部位于新校址钦州市钦北区新华路北（龙湾校区）。

## 校史

### 清朝
1890年（光绪十六年），钦州知州李受彤将东坡书院迁至镇龙楼，绥丰书院成立。1906年（光绪三十二年），改称钦州中学堂。1907年（光绪三十三年），因三那反抗糖捐风潮和钦廉上思之役的影响，停止办学。1908年（光绪三十四年），恢复办学，在钦州中学堂的基础上开办警察学务讲习所，聘任王广龄讲学。1910年（宣统二年），恢复办学，改称钦州中学校。1911年（宣统三年），因钦防之役影响，停止办学。

### 中华民国
1914年（民国三年），恢复办学，改称广东省立钦州中学，设立甲、乙、丙、丁、戊、己六个教学班，学制四年。1925年（民国十四年），学制改革，设立初、高中二级学制。1927年（民国十六年），易址北府庙。1930年（民国十九年），改称广东省立第十二中学。1931年（民国二十年），增设两个高中师范教学班。1932年（民国二十一年），保留中师班办学，停止招生初、高中教学班。1935年（民国二十四年），改称广东省立钦州师范。1936年（民国二十五年），原钦州简易师范学校改办钦县县立中学校。1937年（民国二十六年），因驻军撤退，钦县县立中学校迁回原址镇龙楼。该校址沿用至今，不再变动。1939年（民国二十八年），因中国抗日战争爆发，日军犯钦，部分校舍建筑被毁。1942年（民国三十年），地方政府拨款修缮校舍，原校址恢复办学。1942年（民国三十一年），改称广东省钦县县立第一中学。

### 中华人民共和国
1949年12月7日，钦县全境解放。1952年，钦州专区划归广西省管辖。1953年，改称广西省钦县第一中学。1955年，钦州专区改合浦专区，复归广东省管辖。1958年，改称为广东钦县钦州中学。1965年，钦州地区划入广西省管辖。1985年，因钦州撤地设市，改称广西钦州市第一中学。校名沿用至今，不再变动。

## 行政管理

### 历任学校负责人[4]
| 年份           | 校名               | 职务         | 姓名                   |
| -------------- | ------------------ | ------------ | ---------------------- |
| 1890           | 绥丰书院           | 山长         | 陈怀经                 |
| 1906           | 钦州中学堂         | 监督         | 冯相华                 |
| 1907           | 警察学务讲习所     | 主办         | 龚心湛                 |
| 1910           | 钦州中学           | 监督         | 刘润纲                 |
| 1914           | 广东省立第十二中学 | 校长         | 章正枢                 |
| 1917-1925      | 广东省立第十二中学 | 校长         | 赖汉三、章荫伦、谭禅利 |
| 1926           | 广东省立第十二中学 | 校长         | 章萃伦                 |
| 1927           | 广东省立第十二中学 | 校长         | 黄正球                 |
| 1928           | 广东省立第十二中学 | 校长         | 李宏图                 |
| 1929           | 广东省立第十二中学 | 校长         | 章正枢、罗绶章         |
| 1930           | 广东省立第十二中学 | 校长         | 章泽柱                 |
| 1934           | 广东省立钦州师范   | 校长         | 林鸿宾                 |
| 1935           | 钦县县立中学       | 校长         | 陈义和                 |
| 1937           | 钦县县立中学       | 校长         | 刘汝模                 |
| 1938           | 钦县县立中学       | 校长         | 刘汝模                 |
| 1939           | 钦县县立中学       | 校长         | 庞应庚                 |
| 1941           | 钦县县立第一中学   | 校长         | 章蔼伦                 |
| 1949.8-1949.11 | 钦县县立第一中学   | 校长         | 钟庆邦                 |
| 1949.12.12     | 钦县县立第一中学   | 主任委员     | 先觉民                 |
| 1950           | 钦县第一中学       | 校长         | 李柏                   |
| 1951-1952.12   | 钦县第一中学       | 校长         | 刘琨基（女）           |
| 1953.7         | 钦县第一中学       | 副校长       | 张世瑶、余志鸿         |
| 1954.8-1958.3  | 钦县第一中学       | 校长         | 韦灿                   |
| 1958.4-1961.7  | 钦州中学           | 代校长       | 余志鸿                 |
| 1961.8-1964.7  | 钦州中学           | 校长         | 王培生                 |
| 1964.8-1966.5  | 钦州中学           | 副校长       | 余志鸿                 |
| 1966.6-1968.7  | 钦州中学           | 代校长       | 刘祖武                 |
| 1968.6-1969.12 | 钦州中学           | 革委主任     | 黄翰英                 |
| 1970.1-1972.7  | 钦州中学           | 革委主任     | 张耀森                 |
| 1972.8-1974    | 钦州中学           | 革委主任     | 丁勋浩                 |
| 1974-1976      | 钦州一中           | 革委主任     | 丁勋浩                 |
| 1977.8-1978.7  | 钦州一中           | 革委主任     | 丁勋浩                 |
| 1978.8-1980.7  | 钦州一中           | 革委主任     | 丁勋浩                 |
| 1980.8-1982.7  | 钦州一中           | 校长         | 刘有清                 |
| 1982.8-1983.7  | 钦州一中           | 校长         | 陈守轺                 |
| 1982.8-1983.7  | 钦州一中           | 党支书       | 韦灿                   |
| 1984.7-1985.7  | 钦州一中           | 校长         | 韦文龙                 |
| 1984.7-1985.7  | 钦州一中           | 党支书       | 曾宪通                 |
| 1985.8-1988.1  | 钦州市第一中学     | 党支书代校长 | 曾宪通                 |
| 1988.2-1990    | 钦州市第一中学     | 校长         | 曾宪钧                 |
| 1991-1995      | 钦州市第一中学     | 校长         | 张广仁                 |
| 1996-1998      | 钦州市第一中学     | 校长         | 谢 立                  |
| 1999-2000      | 钦州市第一中学     | 校长         | 翁兆琪                 |
| 2001-2003      | 钦州市第一中学     | 校长         | 黄友                   |
| 2004--2015     | 钦州市第一中学     | 校长         | 莫怀荣                 |
| 2015--         | 钦州市第一中学     | 校长         | 陈静兴                 |